# Далибор Дадо Ћетковић
Далибор Дадо Ћетковић, рођен 1982. године у Бару, Црна Гора, је црногорски академски сликар.

## Биографија
Oд 1989. до 1997. је похађао основну школу „Анто Ђедовић” у Бару.
1997. године уписао је четворогодишњу средњу умјетничку школу „Петар Лубарда” на Цетињу, а дипломирао је као ликовни техничар 2001. године. на сликарском одсјеку. Исте године уписао је Академију ликовних умјетности у Требињу, Босна и Херцеговина, а 2007. године дипломирао је у класи професора Марка Мушовића, смјер сликарство, и стекао звање дипломираног академског сликара.
Од 2008. године члан је Удружења ликовних умјетника Црне Горе – УЛУЦГ. Поред слика и цртежа у разним техникама, радио је скулптуре, фотографије, видео радове, као и многа идејна рјешења за: књиге (корице и илустрације), постере, логотипе, ентеријере, умјетнички накит и др., као и многа рестаурације старих слика. Од 2014. године, у свом атељеу у Бару, посветио се, као ликовни педагог, оспособљавању и припремању студената за стручну праксу из ликовне умјетности.
У новембру 2019. одлази у Феникс, Аризона,Сједињене Америчке Државе, гдје, уз бројне сарадње, представља свој рад на фестивалу умјетности Фирст Фридаи у Фениксу. Тамо је започео рад на новом циклусу слика под називом „Антарес”, са којим је касније одржао значајне самосталне изложбе.
Водио је бројне ликовне радионице за дјецу и одрасле, учествовао на многим ликовним колонијама у земљи и иностранству, добитник је бројних међународних признања и награда од којих су најзначајнија са жириране изложбе „Апстракт”  у Лос Анђелесу, неки од њих су: Хонорабле Ментион Авард 2021, затим Мерит Призе Авард 2022 и Финалист Авард 2023. Добитник је престижне међународне награде „Леонардо Да Винчи“  у Галерији Боргезе у Фиренци 2022. и Међународне награде за каријеру 2023. у Палерму.
Уписан је у први Универзални ликовни лексикон 2021 – Пина Студио, затим у Велику енциклопедију међународне умјетности „Арт Универсал” 2021., по избору италијанских стручњака за савремену уметност и ликовних критичара Франческо и Салваторе Русо, као и у Црногорску ликовну уметност Лексикон издавача  2022.
Своје радове је излагао на стварним и виртуелним међународним и жирираним уметничким изложбама. До сада је имао 19 самосталних и преко 120 колективних изложби у земљи и иностранству. Његови радови се налазе у приватним колекцијама широм свијета. Живи и ради у Бару.

## Хобији и занимања
Далибор Ћетковић се представљао и у музици, као гитариста је био члан више рок, блуз, џез бендова, од којих су најзначајнији „ВИС професори” и „Макондо” са којима је наступао у год. клубовима и на неколико концерата. Снимио је много соло инструментала на гитари које користи као позадину за своје видео радове. Такође је био глумац у неколико музичких спотова. Као љубитељ двоточкаша, један је од оснивача Мото клуба „МК Бар“ 2014. за који је дизајнирао грб и заставу. Поред друштвених активности од младости као извиђач и волонтер, Далибор је хуманиста и донатор друштвених установа, културних, спортских и других невладиних удружења.